# Чермалык (Донецкая область)
Чермалы́к (в 1946—1999 г. Замо́жное; укр. Чермалик) — село, входит в состав Чермалыкского сельского совета Волновахского района Донецкой области, до 11 декабря 2014 года входило в Тельмановский район. Расположено на правом берегу реки Кальмиус в 30 — 35 км от Мариуполя. Основано в июле 1780 года переселенцами из крымских сёл Чермалык, Шелен, Капсихор, Айланма.

## Население
В 1783 году число дворов в Чермалыке составляло 47, в 1926 году численность населения составляла 3594 человека, из них греков — 3445, других национальностей — 149 человек. В 1994 году всего населения в селе — 2250 человек, в том числе: греков — 1264, украинцев — 537, русских — 418.
По данным переписи 2001 года население села составляло 1908 человек, из них 82,91 % обозначили родным языком русский, 8,54 % — греческий, 8,33 % — украинский.

## История
В 1844 году на средства прихожан в центре села построена двухкупольная каменная церковь Святого Ильи. Церковь была украшением села, окружена красивой железной оградой, вдоль которой были посажены деревья. По архитектуре ей не было равных. Это была двухкупольная церковь, главный купол имел высоту свыше 30 метров. Здесь же помещалась звонарня с 5-ю колоколами разных размеров. Церковь украшали колонны и ступени со всех сторон здания. В настоящее время в селе имеется небольшая церковь в здании бывшей церковной школы. В 1874 году в Чермалыке открывается земское двухклассное училище, а в 1887 году — школа, носящая название «Одноклассное Министерское училище». По данным за 1908 год в селе также числится церковно-приходская школа. После 1922 года в селе работали две школы: одна — начальная (бывшая земская) и вторая — семилетка (бывшая министерская). С 1926 года в селе работает единая, впоследствии — средняя школа.
С 1926 по 1938 годы в школе как предмет преподавался греческий язык.
В 1874 году вместо Мариупольского округа был создан Мариупольский уезд, в состав которого вошли 28 волостей, в том числе и Чермалыкская волость, которая просуществовала до 1923 года. С 1923 года была образована Старокаранская волость, куда вошёл и Чермалык. В 1886 году в селе работали два кирпичных завода, две кузни, три ветряные мельницы и пять магазинов.
Женщины вязали и ткали из шерсти овец необходимые вещи. Большое развитие получила торговля. В лавках и на базарах, устраиваемых каждую неделю, торговали всем, что требовалось хозяину на селе. Греки-первопереселенцы были преимущественно скотоводами. В самом конце XIX века хлебопашество стало главным занятием греков села.
После 1906 года начинают отделяться хутора: Келлеровка, Степановка, с 1921 года — Кирилловка и с 1928 года — Фёдоровка («чапо-хума»). Всего по Чермалыкскому Совету было населения — 4657, греков — 4362, других национальностей — 295 человек.
Во время Великой Отечественной войны село было оккупировано немцами с 12 октября 1941 года по 9 сентября 1943 года за село велись ожесточенные бои. В Чермалыке действовала подпольная группа, большинство из которой было уничтожено гестапо. Перед войной в рядах Красной Армии служили командирами около двадцати человек, выходцев из села. В войне участвовали 230 чел., из них 150 погибло. В Германию было угнано 78 молодых людей. Село было освобождено 221 стрелковой дивизией, получившей наименование Мариупольской. После Великой Отечественной войны в селе быстрыми темпами шло восстановление народного хозяйства. В разные годы село входило в состав Приморского, Тельмановского, Новоазовского, Волновахского районов, сейчас — снова Тельмановского.
В 1945 г. Указом Президиума ВС УССР село Чермалык переименовано в Заможное
В 1945—1990 годах в сельском хозяйстве происходила значительная реорганизация. В 1956 году состоялось объединение всех колхозов в один, а в 1968 году на базе колхоза создан совхоз «Павлопольский», который в 1994 году вошёл в состав ОАО «ММК им. Ильича» как агроцех № 2.
В 1999 г. селу возвращено историческое название.
В 2014 году село переподчинено Волновахскому району.

### Война на Донбассе
1 ноября 2014 года в результате минометного обстрела войсками ДНР украинских позиций вблизи Чермалыка ранен один военнослужащий. 20 ноября сепаратисты вновь обстреляли украинские позиции, были ранены двое украинских военных. 18 января 2015 года сепаратисты возле Чермалыка пытались идти в наступление, ответным огнем украинские военные уничтожили танк и группу пехоты. 27 января состоялось сражение у села Чермалык, группа полка особого назначения МВД «Днепр-1» уничтожила группу снайперов
28 апреля 2015 года сепаратисты ДНР обстреляли из минометов Чермалык, в результате попадания снаряда во двор от полученных ранений скончался мужчина. 2 июня 2015-го вблизи села Чермалык при выполнении боевого задания погиб капитан-лейтенант Михаил Горяйнов. Еще один солдат был ранен, под данным Украины 10-12 сепаратистов были убиты ответным огнём. 12 сентября 2016-го в результате обстрела сепаратистами из 122-мм орудий погиб один военный.
24 февраля 2021 близ Чермалыка один из сепаратистов ДНР прибежал на позиции украинских военных и с ножом набросился на одного из солдат — в результате украинский солдат его задержал, получив легкие ножевые порезы.

## Культура и традиции
Село, будучи местом компактного проживания греков, способствует сохранению местного греческого диалекта, греческих традиций и культуры. Живя на новом месте, греки поддерживали связь с Крымом. Они сохранили многие национально-культурные особенности: язык, музыку, одежду, обычаи, обряды, пищу — всё это несло на себе отпечаток далёкой и близкой истории. Здесь систематически отмечается день Святого Ильи (2-го августа) — покровителя жителей села.
В Чермалыке проводятся национальные праздники — панаиры — общественный обед по случаю престольного праздника, который завершается национальной борьбой («куреш»). При дворце культуры создан национальный греческий ансамбль «Илюс». Старинные греческие напевы исполнителей из Чермалыка вошли в сборник, составленный А. Ашла, и известны не только на Украине. Село Чермалык со времен образования в Приазовье и до настоящего времени является очагом греческой культуры и бережно хранит традиции народа, некогда переселившегося в бассейн Чёрного моря с исторической родины.

## Местный совет
87142, Донецкая область, Волновахский район, с. Чермалык, ул. Ленина, 38; тел. 2-32-31.

## Известные люди
В селе родился Карида, Леонтий Дмитриевич — полковник, участник Великой Отечественной войны.